# Tipula (Lunatipula) absconsa
Tipula (Lunatipula) absconsa is een tweevleugelige uit de familie langpootmuggen (Tipulidae). De soort komt voor in het Palearctisch gebied.